# The Coconut Revolution
The Coconut Revolution – brytyjski film dokumentalny, opisujący historię zbrojnego powstania rdzennej ludności wyspy Bougainville’a, początkowo przeciwko planom zwiększenia wydobycia miedzi w kopalni Panguna przez przedsiębiorstwo Rio Tinto kosztem degradacji środowiska naturalnego wyspy. Gdy Rio Tinto odmówiło wypłaty rekompensat, tubylcy postanowili wyrzucić ich z wyspy i po opanowaniu siłą kopalni zamknęli ją. Spowodowało to interwencję wojsk rządowych Papui-Nowej Gwinei. Doszło do walki między nowo utworzoną Bougainville Revolutionary Army a regularnym wojskiem. Prymitywnie uzbrojeni powstańcy zdołali wyprzeć siły lądowe papuaskiej armii z wyspy. Armia rządowa, nie radząc sobie z powstańcami na lądzie, zamierzała skłonić BRA do poddania się poprzez blokadę morską. Liczono głównie na to, że tubylcy nie będą w stanie długo stawiać oporu nie mając benzyny ani ropy, a co za tym idzie także prądu elektrycznego. Blokada nie przyniosła jednak efektu, gdyż powstańcy używali w charakterze paliwa oleju palmowego.
Film był wielokrotnie nagradzany. Zdobył Grand Prize festiwalu FICA (Brazylia), Golden Kite na festiwalu w Mar del Plata w kategorii najlepszy film dokumentalny oraz Silver Kite w kategorii najlepszy film dla młodych widzów. Był nominowany do Amnesty International Awards jako najlepszy film dokumentalny oraz do One World Media Awards jako najlepszy dokumentalny film telewizyjny.